# 红色选举联盟
红色选举联盟（书面挪威语：Rød Valgallianse；新挪威语：Raud Valallianse，缩写为RV）是挪威的一个已不存在的极左翼政党联盟。该联盟成立于1973年，作为工人共产党（马列）的选举组织成立。该联盟拥有注册政党地位。2007年，该联盟与工人共产党（原工人共产党（马列））合并为红党。